# Red Rock (Oklahoma)
Red Rock es un pueblo situado en el condado de Noble, Oklahoma, Estados Unidos. Tiene una población estimada, a mediados de 2023, de 249 habitantes.
La sede central de la Tribu de Indios Otoe-Missouria (Otoe-Missouria Tribe of Indians) está en el poblado. La Autoridad de Desarrollo Otoe-Missouria (Otoe-Missouria Development Authority), la empresa oficial y rama económica de la tribu, administra un casino en la localidad.

## Geografía
La localidad está ubicada en las coordenadas 36°27′36″N 97°10′47″O / 36.46000, -97.17972 (36.460071, -97.179608).

## Demografía
Según la estimación 2019-2023 de la Oficina del Censo, los ingresos medios de los hogares de la localidad son de $40,909 y los ingresos medios de las familias son de $58,750.  Alrededor del 25.0% de la población está por debajo de la línea de pobreza.